# Pseudoderopeltis fulvornata
Pseudoderopeltis fulvornata är en kackerlacksart som beskrevs av Robert Walter Campbell Shelford 1910. Pseudoderopeltis fulvornata ingår i släktet Pseudoderopeltis och familjen storkackerlackor.
Artens utbredningsområde är Tanzania. Inga underarter finns listade i Catalogue of Life.